# Serravalle (Riva del Po)
Serravalle è una frazione del comune di Riva del Po in provincia di Ferrara.

## Storia
Il paese, che attualmente conta circa 2.000 abitanti, sorge alla prima grande biforcazione del fiume Po nei rami di Venezia e di Goro. Dal secolo XV, in modo documentato, è data per certa la sua attuale ubicazione anche se il toponimo è riferibile ad una lunga fascia rivierasca caratterizzata dalla presenza di numerose possessioni identificate con nomi antichi (come l'Ariosta e il Palazzone, entrambi porzioni dell'antica Contarina).
Il paese subì nel tempo varie inondazioni. Memorabili quella del 1729 al froldo Crepalda e, in particolare, quella avvenuta a Guarda (Ferrara) nel 1872 (che ha ispirato il romanzo Il mulino del Po di Riccardo Bacchelli). La zona a sud dei paese è caratterizzata dal territorio prima vallivo, bonificato fra il 1873 e il 1880, con colture estensive di frumento, mais, riso, soia, barbabietola da zucchero, cocomeri e meloni.

## Monumenti e luoghi d'interesse

### Architetture religiose
- Chiesa di San Francesco d'Assisi. Sul finire dei 1500, dopo la devoluzione del ducato estense alla Santa Sede, il conte Alessandro Pasqualetto Giglioli eresse a proprie spese, nel luogo ove sorge l'attuale chiesa, il primo tempio di Serravalle dedicato a san Francesco d'Assisi. Nella vicina località di Ponte Giglioli esiste ancora la settecentesca villa che appartenne a tale nobile famiglia ferrarese, ora estinta (sopravvive nel ramo di Montecchio Emilia, discendente da Gigliolo, figlio di Giacomo che fu insignito della contea di Serravalle). La nuova chiesa voluta dai conti Giglioli e dotata di buone rendite in decime, fu elevata da Papa Urbano VIII al titolo perpetuo di "Abbazia". I nobili fondatori si riservarono il diritto di giuspatronato e di nomina dei sacerdoti. Nel 1858 fu elevata a “Abbazia Parrocchiale”. Nel 1869, l'antica chiesa, insufficiente per l'aumentata popolazione, e pericolante in più punti, venne demolita assieme al piccolo campanile. La ricostruzione avvenne a carico del Comune di Copparo, con il contributo dei Conti Giglioli, ed aperta al culto nel 1870. Qualche anno dopo, su progetto dell'ingegnere Cottica, fu costruito il campanile che ancora oggi si erge discosto dal corpo della chiesa. Nel 1926 si ampliò la navata centrale e fu rifatta la facciata, dedicandola ai caduti in guerra, così come appare al presente. Recenti restauri hanno dotato la facciata di due mosaici. Nell'interno si conserva un reliquiario di fine Settecento con una reliquia della Santa Croce, due statue dei Santi Pietro e Paolo dei XVI secolo, la statua del patrono dello scultore Stuflesser di Ortisei, il tabernacolo dell'Ottocento, il grande crocifisso del Settecento, una copia della venerata immagine della Madonna delle Grazie di Ferrara, due tele dei pittore locale Imo Tonino Raminelli del 1972. L'altare è opera dello scultore Biancini di Faenza. "Ab immemorabili", e fino al 1818, Serravalle appartenne alla Diocesi di Adria. Passò, quindi, all'Arcidiocesi di Ravenna, mentre dal 1966 è parte dell'Arcidiocesi ferrarese. Fra i sacerdoti che hanno avuto la cura d'anime va ricordato Don Francesco Migliorati che fu Abate-parroco dal 4 ottobre 1958 al 10 giugno 1966 e che lasciò uno struggente diario della sua prigionia nei campi dì concentramento nazisti.  
  - La chiesa di Serravalle ospita in apposita cantoria lignea un antico organo a canne, interamente restaurato ed in parte ricostruito dall'organaro Ferdinando Strozzi, di Ferrara nel 1896. Lo strumento, che conta oltre 650 canne, subì nel tempo vari restauri alcuni dei quali, purtroppo alterarono lo stato primitivo dei registri. Nel 1973, grazie al contributo della popolazione, la Ditta Gianni Ferraresi di Ferrara restaurò ed elettrificò lo strumento, che dal giugno 1974 viene regolarmente usato durante le celebrazioni liturgiche. Un successivo restauro è avvenuto nel 2000.
  - La cappella musicale "S.Francesco d'Assisi". Si ha notizia, da documenti dell'archivio abbaziale-parrocchiale di una compagine canora nell'Ottocento, ben consolidata ai primi dei Novecento ed anzi assai seguita dai sacerdoti succedutisi nella guida della parrocchia. Va ricordato in particolare l'abate-parroco don Giovanni Baravelli, che ebbe a favorire per vari anni le esecuzioni non solo con l'accompagnamento dell'organo ma anche di strumenti a corda. Nel 1971 vennero gettate le basi per la ricostituzione stabilmente organizzata di un coro misto grazie al l'interessamento dell'allora cappellano don Giovanni Camarlinghi e dell'attuale organista Giovanni Raminelli. La compagine porta il nome di “Cappella Musicale San Francesco d'Assisi" e ha un repertorio che spazia dalla musica religiosa rinascimentale a quella dei Novecento. La Cappella Musicale presta gratuitamente servizio durante le maggiori solennità e in oltre quarant'anni di vita ha prestato servizio o ha tenuto concerti a scopo benefico in molte chiese della diocesi di Ferrara e in quelle limitrofe. Attualmente la compagine canora è diretta da Paolo Chiavieri e conta 20 cantori suddivisi nelle sezioni: Bassi, Soprani, Tenori.

### Architetture civili
- Villa dei conti Giglioli. A metà del secolo XV quando i Giglioli, e più propriamente Giacomo, vennero investiti del titolo comitale e della contea di Serravalle, costruirono nel luogo ove ancora oggi esiste la villa, una dimora a forma di torre. Attorno al piccolo maniero si formò un piccolo agglomerato di capanne e tuguri, vera e propria oasi in mezzo alle paludi, alimentate dalle continue e disastrose rotte del fiume Po. La famiglia Giglioli - che pure mantenne il palazzo in Ferrara e molte altre proprietà immobiliari e terriere in varie zone del Ferrarese e del Veneto - provvide a costruire nel tempo molti fabbricati rurali e provvide anche al rialzo delle strutture arginali per lungo tratto della sponda serravallese del Po di Goro (anticamente detto "di Ariano "). Dopo il ritiro a Serravalle causato dall'arrivo della dominazione pontificia, nel 1598, a seguito della morte senza prole maschile dell'ultimo duca estense Alfonso Il, la costruzione subì varie modifiche. Ai primi dell'Ottocento la torre venne demolita quasi per intero e ad essa si sostituì sul lato nord la cimasa di chiaro stile neoclassico. Alle finestre ed ai portali di ingresso furono apposti i frontini e aggiunte le scalinate. C'era anche un piccolo colonnato che sorreggeva il balcone a nord ma esso poi scomparve (come risultava da una pittura realizzata al piano nobile da Rosa Giglioli ed ora andata perduta con l'incendio della notte fra San Silvestro 2008 e Capodanno 2009). Il pittore ferrarese Francesco Migliari decorò nel 1825 molte stanze e soffitti, altre decorazioni furono realizzate dalla già citata Rosa Giglioli. Ultimi grandi lavori e sistemazione di arredo si ebbero durante la vita del conte Arturo (1872-1948).

- Oratorio della villa Giglioli. Il fabbricato si erge sul lato nord, con il portale ad ovest, e pare esistesse già alla metà del Settecento. Prova ne sia il fatto che esso compare citato nel libro Adriensium Episcoporum series historico-chronologica monumentis illustrata (Padova, 1788) del Vescovo di Adria Mons. Arnaldo Speroni degli Alvarotti. La più antica pietra tombale posta nel pavimento dell 'oratorio risale alla metà del secolo XVIII.  Nel 1833 si ebbe un radicale restauro (come ricorda una scritta dipinta sopra la porta d'ingresso). Nell'oratorio riposano i resti mortali di Ermanno Maffei-Giglioli, morto ventenne ed intimo di Lodovico Ticchioni (partigiano, medaglia d'oro della Resistenza). Ermanno era nipote del conte Arturo il quale, nel 1947 a ricordo del giovane, fece accomodare nell'oratorio una balaustra e un altare cinquecentesco, ottimamente intarsiato di marmi, proveniente da una villa veneta dei Grimaldi del Terraglio. Sopra l'altare vi sono tre statue: una Madonna con Bambino,  san Lorenzo, ed altro santo con armatura (forse san Martino).  Dietro l'altare non è purtroppo più presente la mensola decorata con due putti marmorei. Per quanto riguarda le sepolture vale la pena ricordare che nell'oratorio sono conservati i resti di Luigi Giglioli, figlio del conte Gaetano, morto il 12 febbraio 1861, di anni, 52. Gaetano, marito della contessa Carolina Cicognara, mori il 5 ottobre 1826 a soli 38 anni lasciando sette figli e la moglie incinta. Come ebbe ad ordinare nel testamento, il suo cadavere venne trasportato a Serravalle per essere tumulato nell'oratorio. L '11 ottobre 1927 il pittore ferrarese Augusto Pagliarini venne saldato della spettanza di lire l. 000 dal conte Roberto per i lavori di restauro decorativo effettuati all'interno dell 'oratorio. Per la qualità delle decorazioni si dirà che il Prof Pagliarini era artista di chiara fama avendo lavorato al restauro dei dipinti di Palazzo Bonacossi a Ferrara. Di lui si ricorda anche la decorazione della chiesa arcipretale di San Martino a Conselice (diocesi di Imola). Il 29 ottobre 1932 il conte Arturo concesse che la chiesetta potesse essere officiata tutte le settimane, nella mattinata del sabato, con la santa Messa celebrata dal Parroco-abate di Serravalle o da un suo cappellano. Altre celebrazioni seguirono, talora nei giorni festivi, negli anni '40, '50 e '60 del Novecento, fino al completo abbandono dell 'officiatura per il consistente calo demografico degli abitanti nella zona di Ponte Giglioli. Non essendovi i segni esteriori (12 piccole croci distribuite sui muri portanti della chiesetta) va precisato che il luogo non è consacrato ma solo benedetto.